# Jôf di Montasio
Jôf di Montasio is een berg in Friuli-Venezia Giulia, Italië. Het is de hoogste berg in het Italiaanse deel van de Julische Alpen, met een hoogte van 2752 meter. In de gehele Julische Alpen is alleen de Triglav hoger (2864 meter). De berg werd op 18 augustus 1877 door Herman Findenegg en Antonio Brussoferro voor het eerst beklommen.
In het gebied rondom de Montasio worden vier talen gesproken: Italiaans, Sloveens, Duits en Friulisch. De oorspronkelijke Duitse benaming van de berg was Bramkofel. De Slovenen gaven het de naam Špik nad Policami. Nu gebruiken ze de namen Montasch en Montaž, beide ontleed aan het Friulisch.

## Geschiedenis
Sinds de middeleeuwen vormde de twaalf kilometer lange steile helling van de Montasio een natuurlijke grens tussen het stamhertogdom van Carinthia in het noorden en de Venetiaanse Domini di Terraferma in het zuiden, de perifere gebieden die behoorden tot Venetië. Gedurende de Eerste Wereldoorlog maakte de bergrug tot aan de bergpas Sella Nevea deel uit van het Italiaans front. In dit gebied sloegen Italiaanse alpinetroepen meerdere aanvallen van het Oostenrijks-Hongaarse leger af.